# Gino Ambrosio
Gino Ambrosio (Cividale del Friuli, 11 aprile 1913 – 1992) è stato un calciatore italiano, di ruolo portiere.

## Carriera
Dal 1932 al 1935 gioca 3 stagioni con la maglia del Padova, due in Serie A (27 presenze) e una in Serie B (4 presenze).